# Homoneura perthensis
Homoneura perthensis är en tvåvingeart som beskrevs av Malloch 1927. Homoneura perthensis ingår i släktet Homoneura och familjen lövflugor. Inga underarter finns listade i Catalogue of Life.